# 罗夫莱多利亚诺
罗夫莱多利亚诺，是西班牙埃斯特雷马杜拉卡塞雷斯省的一个市镇。总面积62平方公里，2001年普查人口總數為459人，人口密度為每平方公里7人。